# Збільшення пеніса
Збільшення пеніса (розм. збільшення члена) — це ряд методів, покликаних збільшити товщину, довжину або твердість людського пеніса. Більшості людей збільшення статевого члена відоме зі спам повідомлень (англ. penis enlargement).
Існує цілий ряд методів збільшення пеніса: хірургічні, медикаментозні, фізичні.
Пігулки, настої, екстракти;
Ручні вправи, прилади для розтягування;
Ін'єкції;
Відсутність значних наукових досліджень не дозволяє зробити однозначні висновки щодо ефективності тих чи інших методів.
На даний час світова наукова спільнота не виробила єдиного погляду щодо наявності нехірургічних методів збільшення довжини або товщини статевого члена, який в ерегованому стані вже перебуває у нормальному діапазоні розмірів (від 14 до 17,5 см). Використання практично всіх методів збільшення пеніса несе у собі небезпеку для здоров'я.